# Andrzej Kreütz Majewski
Andrzej Kreütz Majewski (ur. 19 września 1936 w Brdowie, zm. 28 lutego 2011 w Warszawie) – polski scenograf, malarz i pedagog. 

## Życiorys
Jest potomkiem Aleksandra Cypriana von Kreutza i Cypriana von Kreutza, właścicieli Kościelca i budowniczych tamtejszego pałacu, siedziby szkoły. Absolwent Gimnazjum i Liceum im. Karola Marcinkowskiego w Poznaniu (1953) i krakowskiej Akademii Sztuk Pięknych (1959) na Wydziale Malarstwa i Scenografii u m.in. Karola Frycza i Andrzeja Stopki. Odbył staż u Fabricia Clerici w Akademii Sztuk Pięknych w Rzymie. Jako scenograf debiutował w Teatrze im. Juliusza Słowackiego w Krakowie oprawą plastyczną do dramatu Słowackiego Horsztyński (1959). W 1962 r. rozpoczął współpracę z warszawskim Teatrem Wielkim premierą Święta wiosny Igora Strawinskiego. W tym samym teatrze i jeszcze w tym samym roku zrealizował scenografię do przedstawień: Syn marnotrawny Debussy’ego, Judith Honeggera, Czerwony płaszcz Nono i Trójkątny kapelusz de Falli. W 1966 r. otrzymał nominację na stanowisko naczelnego scenografa Teatru Wielkiego w Warszawie, którą pełnił do 2005 r., kiedy to z dniem 31 lipca 2005 r. przeszedł na emeryturę. Stworzył ponad 300 scenografii teatralnych i operowych.
Poza wieloma realizacjami na scenie Teatru Wielkiego oraz innych polskich teatrów – był autorem scenografii w renomowanych teatrach świata w: Amsterdamie, Ankarze, Atenach, Barcelonie, Berlinie, Bonn, Buenos Aires, Buffalo, Detroit, Dortmundzie, Essen, Genewie, Hamburgu, Kolonii, Lizbonie, Londynie, Los Angeles, Madrycie, Mediolanie, Meksyku, Monachium, Moskwie, Nowym Jorku, Oslo, Paryżu, Pradze, San Francisco, Tel Awiwie, Turynie, Vancouverze, Wiedniu i Zurychu. Najbardziej znaczące realizacje zagraniczne artysty to: Samson i Dalila Saint-Saënsa (Opera w Kolonii), opery Richarda Straussa: Salome (Covent Garden w Londynie) i Elektra (Opera Hamburska, Opera Paryska, Teatro Sao Cárlos), Gra w zabijanego Ionesco (Burgtheater w Wiedniu), La Passione (Piccolo Teatro di Milano), De temporum fine comoedia Orffa (Festiwal w Salzburgu), Dafnis i Chloe Ravela (Bühnen der Stadt Bonn), Jeremiasz Ebena (Národni Divadlo w Pradze), Don Giovanni Mozarta (Théatre Municipal w Luksemburgu).
Zajmował się również z powodzeniem reżyserią teatralną (np.: Pasja Krzysztofa Pendereckiego – Teatr Wielki, Warszawa 1979, lub: Król Roger Karola Szymanowskiego – Teatr Wielki, Warszawa 1983).
Ważnym nurtem jego twórczości jest malarstwo sztalugowe. Jako malarz pierwszą indywidualną wystawę miał w roku 1957 w Teatrze Cricot-2 w Krakowie. Laureat wielu prestiżowych nagród i wyróżnień.
Zmarł w Warszawie, pochowany 7 marca 2011 r. na cmentarzu w Wilanowie.

## Ordery i odznaczenia
- Krzyż Komandorski z Gwiazdą Orderu Odrodzenia Polski (2000)[10]
- Krzyż Komandorski Orderu Odrodzenia Polski (1998)
- Krzyż Kawalerski Orderu Odrodzenia Polski[11]
- Złoty Medal „Zasłużony Kulturze Gloria Artis” (2005)[12]
- Odznaka honorowa „Zasłużony dla Kultury Polskiej” (1988)

## Nagrody i wyróżnienia
- 1961 – II nagroda za projekt scenografii do Hamleta Szekspira na Biennale Sztuki „Wystawa Młodych” w Paryżu[13]
- 1963 – Nagroda Ministra Kultury i Sztuki III stopnia z okazji wystawy „Polskie dzieło plastyczne w 15-leciu PRL”
- 1964 – nagroda na V FPSW we Wrocławiu za scenografię do przedstawienia Urząd Tadeusza Brezy w Teatrze im. Juliusza Słowackiego w Krakowie
- 1966 – Złoty Medal za projekt scenografii do Orfeusza Igora Strawinskiego w reżyserii Rodriguesa Alfredro w Teatrze Wielkim w Warszawie na Triennale Scenograficznym w Nowym Sadzie
- 1966 – Nagroda Państwowa I stopnia dla zespołu realizatorów filmu Faraon
- 1967 – Złoty Medal za projekt scenografii do Orfeusza Igora Strawinskiego w reżyserii Rodriguesa Alfredro w Teatrze Wielkim w Warszawie na Quadriennale Scenografii w Pradze
- 1975 – Nagroda Ministra Kultury i Sztuki I stopnia
- 1975 – nagroda na XVI FPSW we Wrocławiu za scenografię do przedstawienia Operetka Witolda Gombrowicza w Teatrze Nowym w Łodzi
- 1994 – Nagroda Polskich Krytyków ITI
- 1999 – nagroda „Koryfeusz scenografii polskiej”
- 2003 – Doroczna Nagroda Ministra Kultury za wybitne osiągnięcia w dziedzinie scenografii teatralnej

Źródło:.

## Upamiętnienie
W listopadzie 2022 r. Waldemar Dąbrowski, dyrektor Teatru Wielkiego - Opery Narodowej, odsłonił tablicę poświęconą pamięci Andrzeja Kreutz Majewskiego, który przez blisko pół wieku tworzył i kreował na scenie tego teatru.
Od 2024 r. jest patronem Państwowego Liceum Sztuk Plastycznych w Kościelcu. 